# Fumiya Suzuki (Fußballspieler, 2002)
Fumiya Suzuki (japanisch 鈴木 史哉 Suzuki Fumiya; * 18. April 2002 in der Präfektur Miyagi) ist ein japanischer Fußballspieler.

## Karriere
Suzuki erlernte das Fußballspielen in der Jugendmannschaft von Vegalta Sendai. Seinen ersten Vertrag unterschrieb er 2019 bei Vegalta Sendai. Der Verein spielte in der höchsten Liga des Landes, der J1 League.